# メルセデス・ベンツ・W211
W211/S211は、メルセデス・ベンツの3代目Eクラスを指すコードネームである。頭文字の“W”はセダン、“S”はステーションワゴンを表す。

## 概要
2002年に登場。先代のデザインを踏襲しつつも大胆に傾斜した楕円形の4灯式ヘッドライトなどを特徴とし、よりエレガントな様相を持っているが、後期型はフロントグリルを中心にスポーティーな印象を強めている。外観はキープコンセプトだが、新プラットフォームの採用により全幅と全高が20mmずつ拡大し、それぞれ1,820mm、1,450mmとなったことで普通車サイズの機械式立体駐車場ではぎりぎりのサイズとなり、入庫できない駐車場がある。Cd値は0.26。
日本での価格帯は約700〜1,400万円だが、北米では51,000〜86,000ドル (約612〜1,032万円/2002年下半期のレート:120円)とやや大衆にも向けた設定である。欧州市場やアジア、アフリカ諸国などではE200 コンプレッサーやE220 CDIなどの廉価版も存在するが、日本市場では高級車というイメージを強調するブランド戦略によりE250以上のラインナップとなっている。マイナーチェンジを機にオプションの標準装備化や追加装備が行われ、全体的に販売価格が上昇した。
日本国内ではエレガンス (E300のみ。日本国内では“エレガンス”とは表記されない) とアバンギャルド (黒系の木目の内装で革張り) が存在する。欧州では内装及び装備を簡素化したクラシックも存在するが、日本国内には導入されていない。なお、アバンギャルドは2006年秋のマイナーチェンジによりアバンギャルドSとしてバトンタッチしたものの、その半年後にはE350のFR車に限りアバンギャルドが復活している。E320 CDI、E350 4MATICは従来からアバンギャルドのままとなっている。なお、E350 アバンギャルドSなどでのAMGエアロパーツとE63 AMGなどでのAMGエアロパーツは細部が異なっている。
先進装備として、雨天時などにディスクとブレーキパッドをわずかに接触させ水分の除去を行いながらの走行や、アクセルペダルから足を離すと、ブレーキに備えてディスクとブレーキパッドの間隔を狭める「SBC (Sensotronic Brake Control)」が装備されたが、接触不良やノイズの影響などで警告と共にパワーアシストが切れ、バックアップモードへ移行する問題が多発した。この状態ではブレーキが前輪2輪しか効かない状態となり最大減速力も0.3Gと弱く、その上ゴム球からなる人工反力装置が切り離されず通常に比べて約5倍の踏力を必要としたため、女性など脚力の弱いドライバーでは十分な減速が不可能であった。日本でも大規模なリコールが行われ、2005年8月以降は信頼性が確保されたが、マイナーチェンジで「SBC」は廃止される。
そのほか、多くの電気機器の駆動に通信システムCANが採用されたため、SAMと呼ばれるシステムなどの障害が多発した。このため、総計130万台の個別調査を元に詳細に解析された米国コンシューマーレポーツ年鑑 自動車信頼性調査2006年版で“劣悪”と判断され、米国での販売は激減した。こうしたトラブルに加え、モデル中期では同クラスの日本車がHDDナビゲーションシステムやiPodなどの外部入力への対応を行っていた中、W211がこれらを装備するのは最終モデルでの更新の時であったため、電装系機能の面で不満を訴えるユーザーも多かった。W210で指摘されたコスト削減に伴う品質低下から、元来の「最善か無か」に回帰を試みたが、SBCのトラブルもありマイナーチェンジされるまで信頼性は十分ではなかった。ディーラーでも「W211撤退プログラム」と称して、販売済みの顧客に対して他車種への乗り換えを勧めるなど、メーカー保証中のW211の台数を削減する施策が実施された。
ステーションワゴンのエンジンはほぼセダンと共通であるが、S211以降荷物積載時の姿勢変化を抑えるためエアサスペンションによるセルフレベリング機構を後輪に採用している。また、カーゴルームのフタとなるトノカバーは、ハッチバックの開閉とともに連動して開口部が開くようになっている。日本国内では5人乗りとともにカーゴルームに2人用座席を格納・設置した7人乗りのモデルも導入された。クーペやカブリオレはラグジュアリー性を重視しており、十分なスペースのリアシートとラゲッジルームを備え、大人4人が余裕を持って乗車することを前提としている。EクラスのクーペはCLKに譲ることで一旦廃止となり、2009年に復活したが、基本設計はCLK同様Cクラスベースとなった。一方でクーペスタイルを持つ4ドアとしてCLSが販売されており、かつてのEクラスクーペに相当する価格帯で展開されている。
上記の様に度重なる不具合の発生とリコールによりSBCが2006年度のマイナーチェンジで廃止されたため、前期と後期でそれぞれブレーキ構造が異なる。また、前期の前半と後半ではエンジン（排気量、SOHC→DOHCなど）とトランスミッションが異なる（5速AT→7速AT）など、基本要素が頻繁に変更された。
2008年12月に米国道路安全保険協会から発表された「盗難率の低い車リスト」では、2007年に米国で最も盗難被害に遭う確率が低かった車としてランキングされており、盗難率は1万台あたり6台となっている。このモデル以降Eクラスの販売は好調なCクラスに比べて順調とは言えない状態が続いている。

## 年表
- 2002年（平成14年）
  - 6月 セダンがフルモデルチェンジ。E240、E320とE500のアバンギャルドを販売開始。
  - 12月 セダンにAMGモデルE55 AMGを追加。
- 2003年（平成15年）2004年モデル
  - 8月 セダンより約1年遅れでステーションワゴンがフルモデルチェンジ。E240ステーションワゴン、E320ステーションワゴン アバンギャルド販売開始。
  - 11月 セダンにE320 4マチック アバンギャルドを追加。E500 アバンギャルドがの5速AT→7速AT化。ステーションワゴンにE320 4マチックとE500のアバンギャルド、E55 AMGを追加。
- 2005年（平成16年）
  - 2005年に発売されたE350は、「2005年モデル」と「2006年モデル」で装備に違いがある。
  - 2月 2005年モデル:E320 アバンギャルドと4マチックに代わり、E350 アバンギャルドと4マチックを設定。E55 AMGのステアリングギヤ比をクイック化。
  - 8月 2006年モデル:E240に代わりE280のを設定。他のEクラスモデルも含め、従来のSBCリコール対応、安定化プリクラッシュセーフティーの強化、パッシブセンサーなど各種オプション装備の追加が行われた。
- 2006年（平成17年）2007年モデル
  - 8月28日 マイナーチェンジ。
    - 主な変更として、従来のSBCを廃止し通常のブレーキへの変更、プリクラッシュセーフティーの強化、各種オプション装備の標準化が行われた。また日本市場にE320・CDIがクリーンディーゼルとしてディーゼルエンジン車がW124以来久しぶりに復活する[注 2]。
    - ラインナップが大幅に変更される。E280がE300に変更。他、E300、E320 CDI、E350 4MATIC、E350アバンギャルド、E550アバンギャルドS、E63 AMGがラインナップされた。E500、E55 AMGは廃止された。
- 2007年（平成18年）
  - 1月 ユーロに対する円安傾向からE300を除くEクラス セダンとステーションワゴンのすべてのグレードで価格改定され平均0.9%引き上げられる。
  - 2月
    - E350アバンギャルドが6か月間の販売休止を経て復活。
      - エンジンやシャーシなどは2006年モデルと同じであるが、2007年モデルのE350では、マイナーバージョン後のエクステリア、インテリア、機能・装備、ブレーキシステム（SBCの廃止対応）となっている。

    - 期間限定モデルE300アバンギャルドリミテッドを発売。

  - 5月 期間限定モデルE320 CDI リミテッドを追加。
  - 8月 E250および期間限定モデルE250デビューパッケージ（セダンのみ）を発売。
  - 11月 E250のモデルを追加。E300 ステーションワゴン アバンギャルドSは廃止された。
- 2008年（平成19年）
  - 8月 E250に代わり、E250 アバンギャルドを発売。

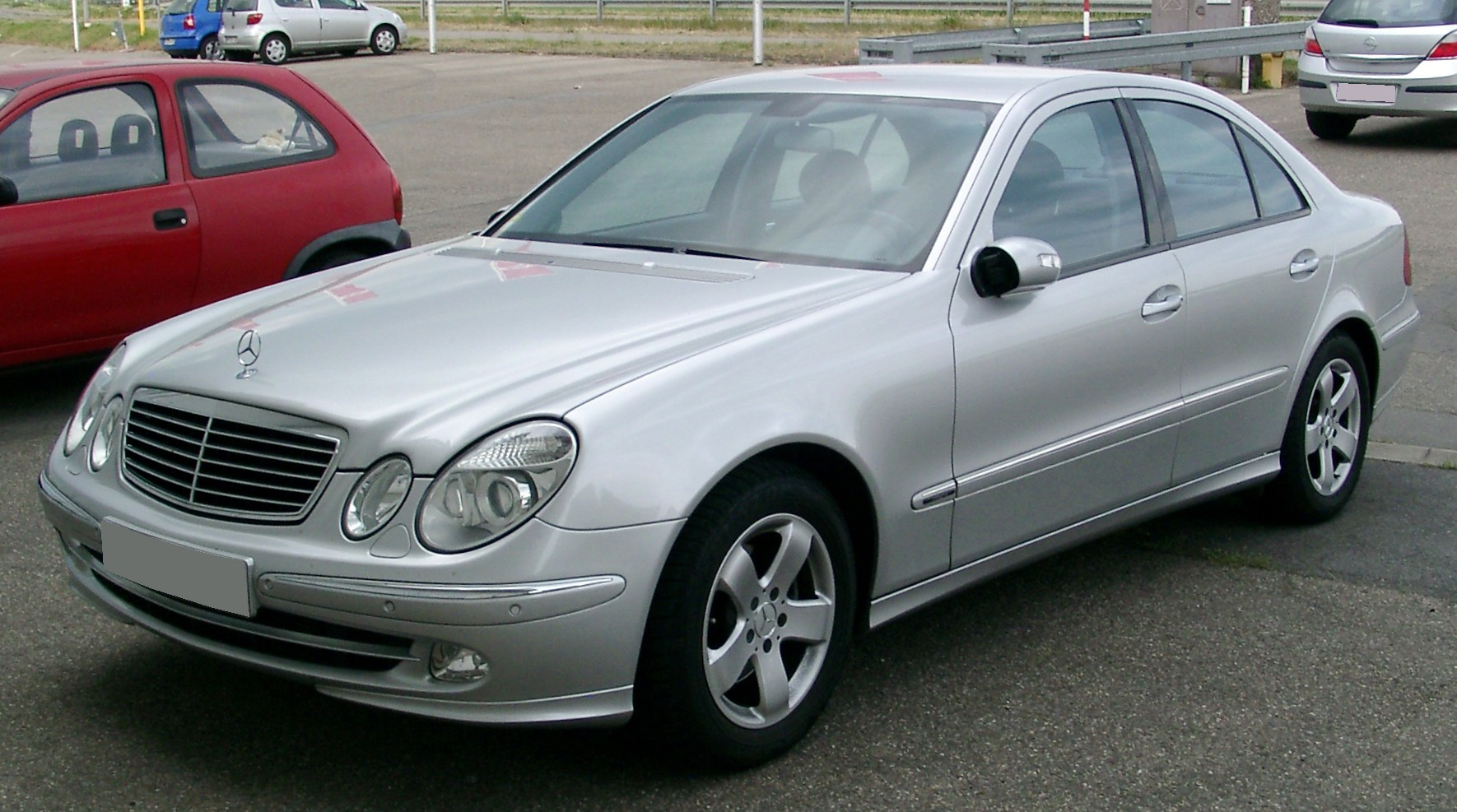
W211
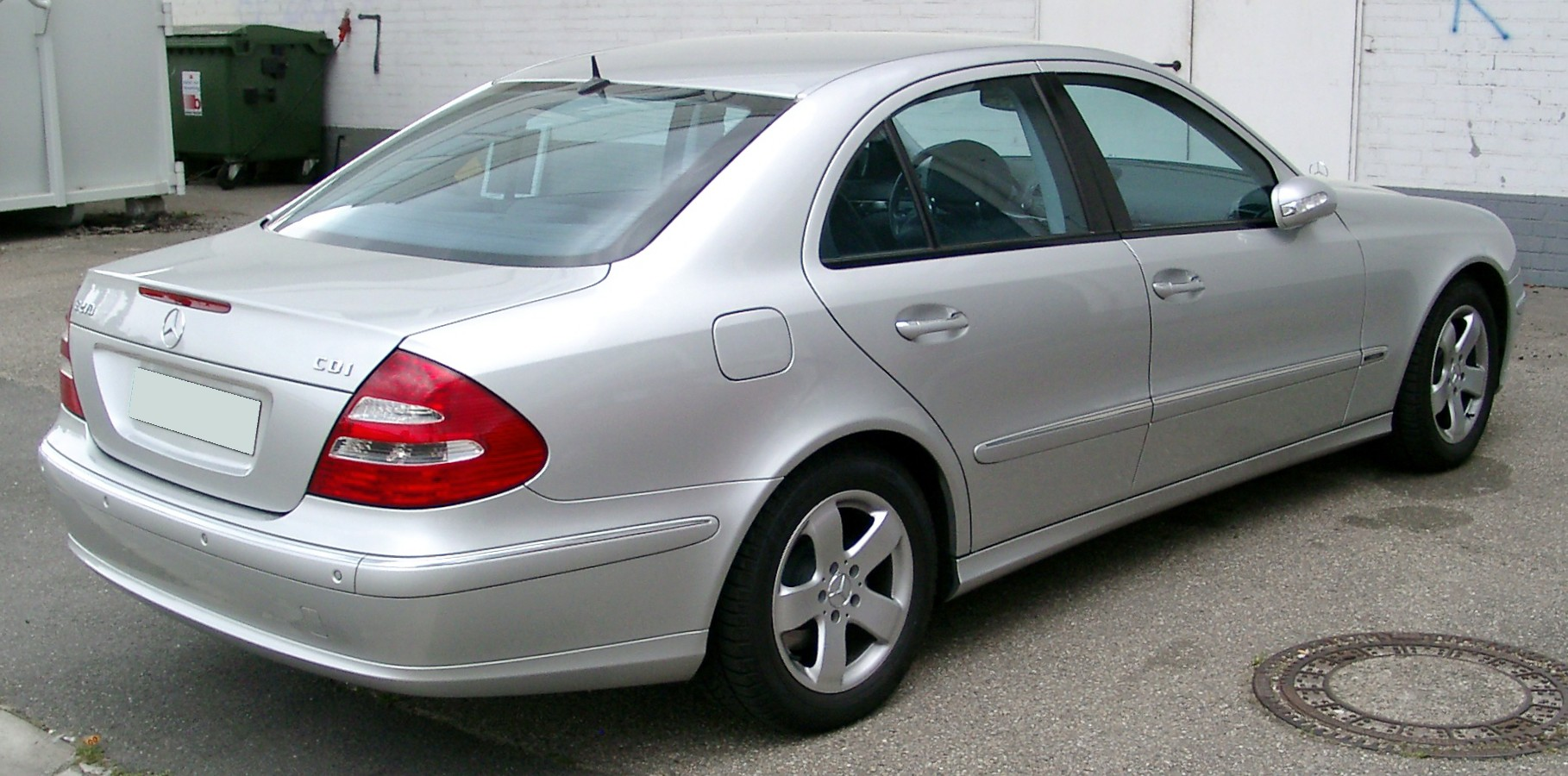
W211
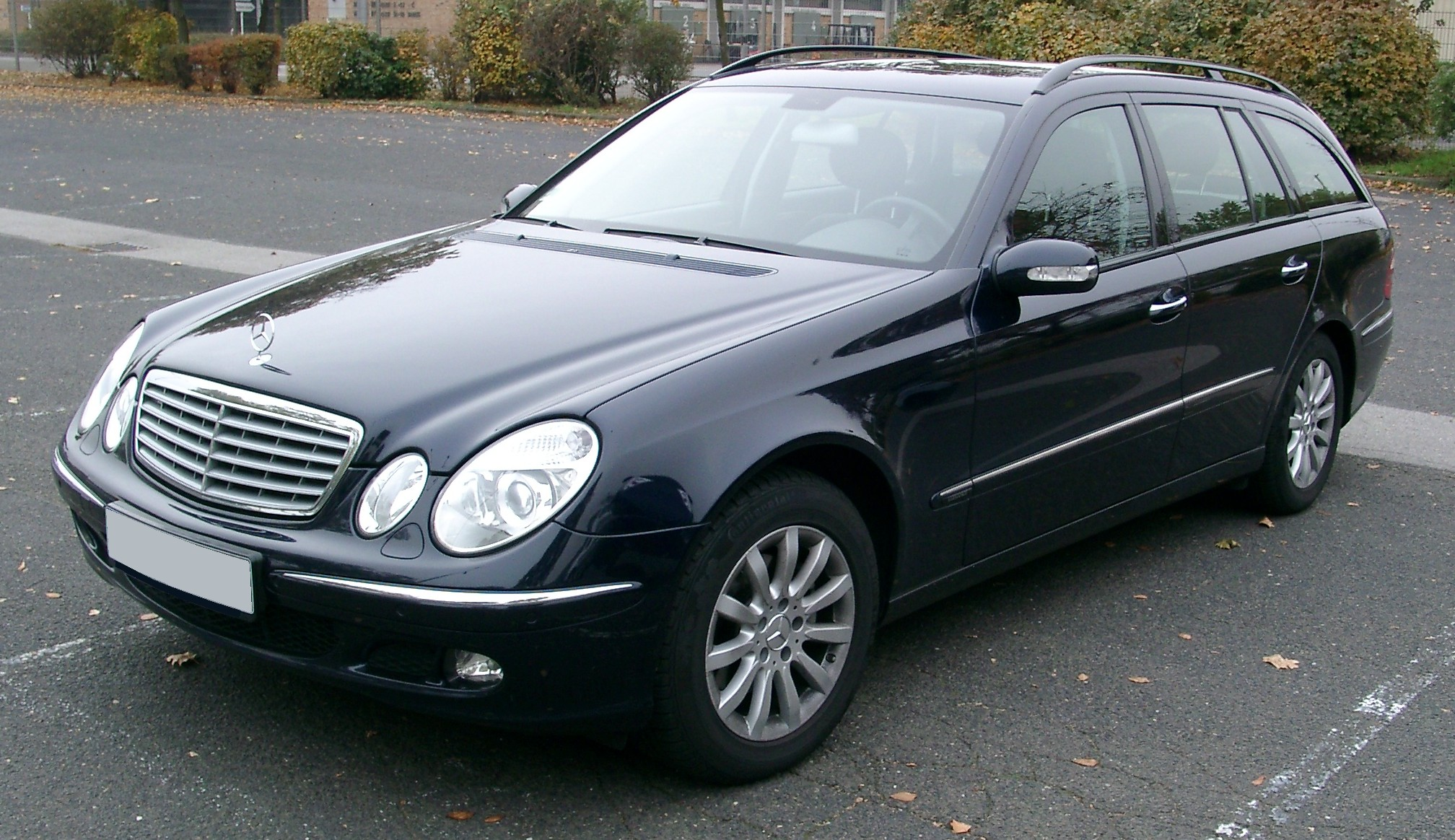
S211 / E200
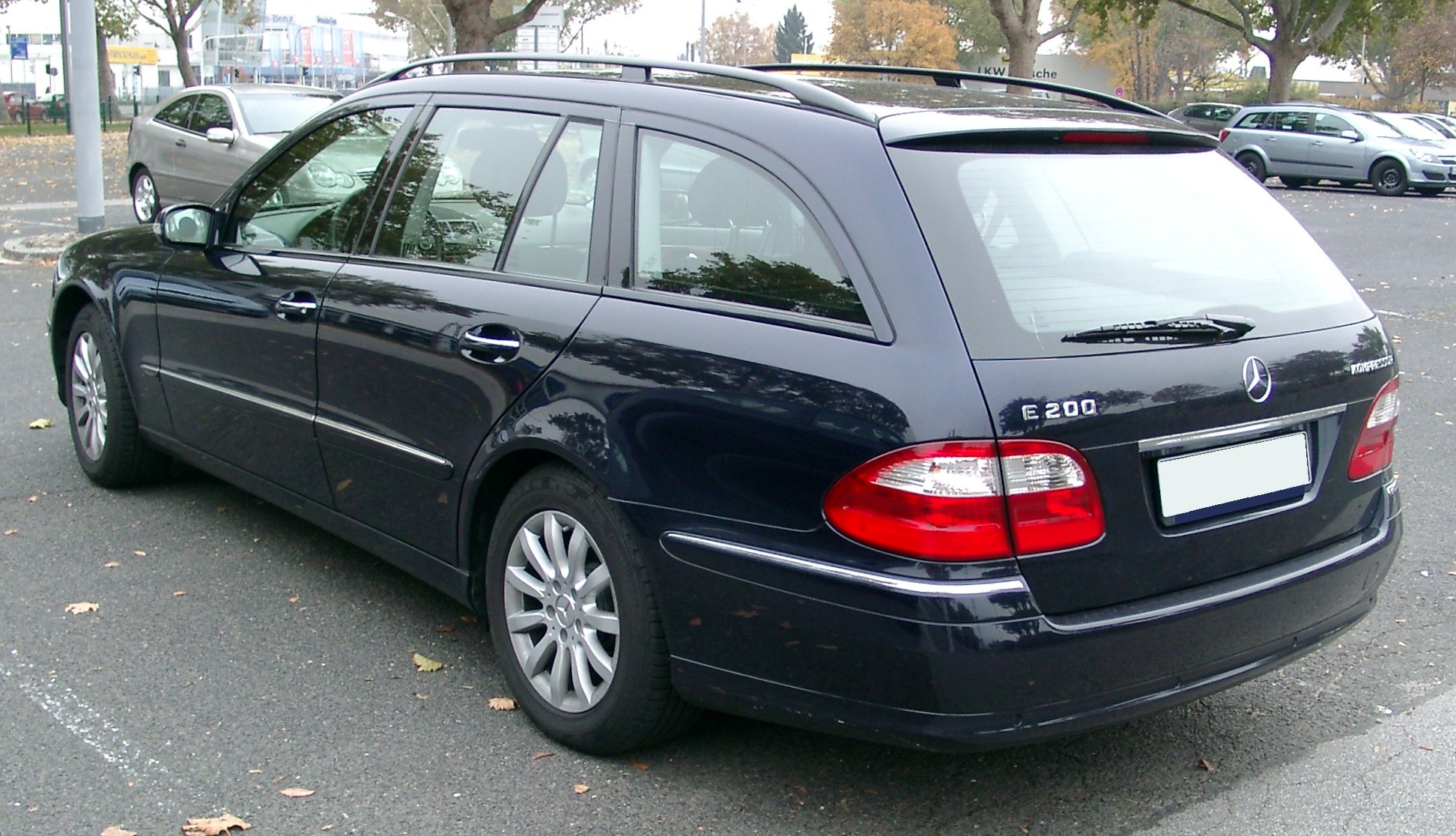
S211 / E200
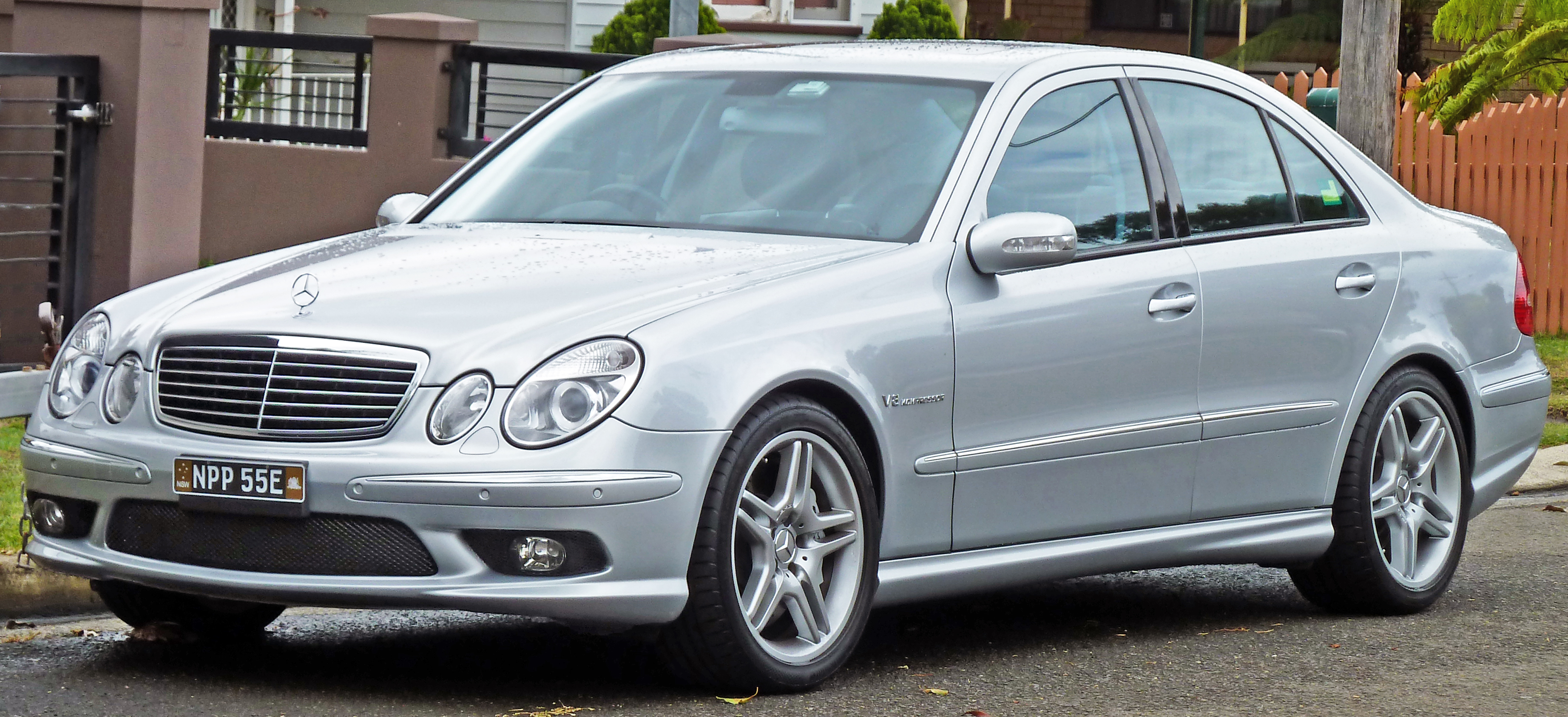
W211 / E55 AMG
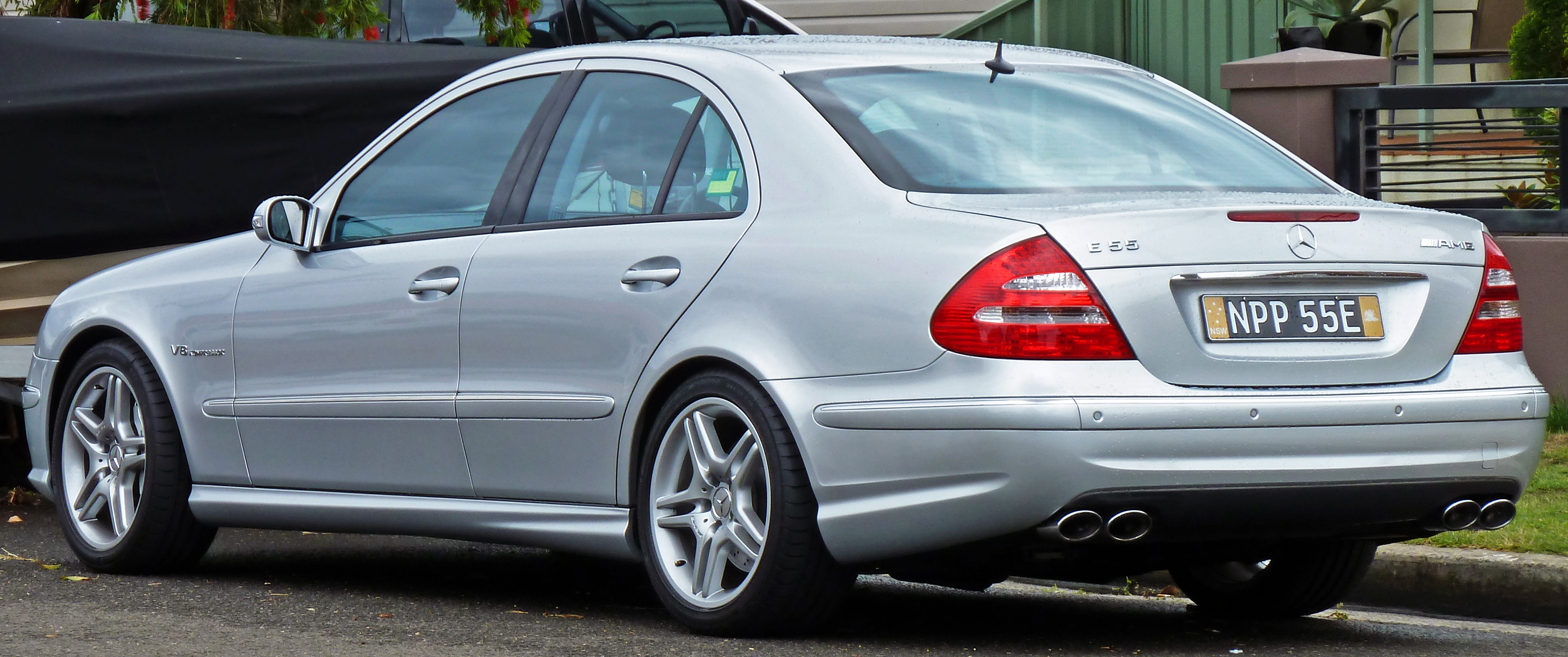
W211 / E55 AMG

## グレード
| グレード一覧                                                             | グレード一覧                     | グレード一覧 | グレード一覧                      | グレード一覧         | グレード一覧 | グレード一覧 | グレード一覧 |
| グレード                                                                 | 製造期間                         | 排気量       | エンジン                          | 最高出力・最大トルク | 変速機       | 駆動方式     |              |
| ------------------------------------------------------------------------ | -------------------------------- | ------------ | --------------------------------- | -------------------- | ------------ | ------------ | ------------ |
| E63 AMG E63 AMG ステーションワゴン                                       | 2006年8月-                       | 6.2リットル  | V型8気筒DOHC                      | 514PS/64.2kg・m      | 7速AT        | FR           |              |
| E550 アバンギャルドS E550 ステーションワゴン アバンギャルドS             | 2006年8月-                       | 5.5リットル  | V型8気筒DOHC                      | 387PS/54.0kg・m      | 7速AT        | FR           |              |
| E350 アバンギャルドS E350 ステーションワゴン アバンギャルドS             | 2006年8月-                       | 3.5リットル  | V型6気筒DOHC                      | 272PS/35.7kg・m      | 7速AT        | FR           |              |
| E350 4MATIC アバンギャルド E350 4MATIC ステーションワゴン アバンギャルド | 2005年2月-                       | 3.5リットル  | V型6気筒DOHC                      | 272PS/35.7kg・m      | 5速AT        | 4WD          |              |
| E350 アバンギャルド E350 ステーションワゴン アバンギャルド               | 2005年2月 - 2006年8月 2007年2月- | 3.5リットル  | V型6気筒DOHC                      | 272PS/35.7kg・m      | 7速AT        | FR           |              |
| E320 CDI アバンギャルド E320 CDI ステーションワゴン アバンギャルド       | 2006年8月-                       | 3.0リットル  | V型6気筒DOHCディーゼル            | 211PS/51.1kg・m      | 7速AT        | FR           |              |
| E300/E300 アバンギャルドS E300 ステーションワゴン                        | 2006年8月-                       | 3.0リットル  | V型6気筒DOHC                      | 231PS/30.6kg・m      | 7速AT        | FR           |              |
| E250 アバンギャルド E250 ステーションワゴン アバンギャルド               | 2008年8月-                       | 2.5リットル  | V型6気筒DOHC                      | 204PS/25.0kg・m      | 7速AT        | FR           |              |
| E55 AMG E55 AMG ステーションワゴン                                       | 2002年11月 - 2006年8月           | 5.4リットル  | V型8気筒SOHC スーパーチャージャー | 467PS/71.4kg・m      | 5速AT        | FR           |              |
| E500 アバンギャルド E500 ステーションワゴン アバンギャルド               | 2002年11月 - 2006年8月           | 5.0リットル  | V型8気筒SOHC                      | 306PS/46.9kg・m      | 7速AT        | FR           |              |
| E320 アバンギャルド E320 ステーションワゴン アバンギャルド               | 2002年6月 - 2005年2月            | 3.2リットル  | V型6気筒SOHC                      | 224PS/32.1kg・m      | 5速AT        | FR           |              |
| E320 4MATIC アバンギャルド E320 ステーションワゴン                       | 2003年11月 - 2005年2月           | 3.2リットル  | V型6気筒SOHC                      | 224PS/32.1kg・m      | 5速AT        | 4WD          |              |
| E280/E280 ステーションワゴン                                             | 2005年8月 - 2006年8月            | 3.0リットル  | V型6気筒DOHC                      | 231PS/30.6kg・m      | 7速AT        | FR           |              |
| E300 ステーションワゴン アバンギャルドS                                  | 2006年8月 - 2007年7月            | 3.0リットル  | V型6気筒DOHC                      | 231PS/30.6kg・m      | 7速AT        | FR           |              |
| E250/E250 ステーションワゴン                                             | 2007年11月 - 2008年8月           | 2.5リットル  | V型6気筒DOHC                      | 204PS/25.0kg・m      | 7速AT        | FR           |              |
| E240/E240 ステーションワゴン                                             | 2002年6月 - 2005年8月            | 2.6リットル  | V型6気筒SOHC                      | 177PS/24.5kg・m      | 5速AT        | FR           |              |

### 主要諸元
太字=日本での最終販売中のモデル。
※ドイツ語版より抜粋
※すべてセダンでのデータ
|                    | エンジン出力（kW/PS） | 最高速度（km/h）      | 0-100 km/h到達時間（秒） | 日本導入          |
| E200CDI            | 90/125                | 203                   | 12.1                     | 未導入            |
| E200CDI            | 100/136               | 214                   | 9.9                      | 未導入            |
| E220CDI            | 125/170               | 227                   | 8.4                      | 未導入            |
| E270CDI            | 130/177               | 230                   | 9.0                      | 未導入            |
| E280CDI R6 RPF     | 130/177               | 228                   | 9.2                      | 未導入            |
| E280CDI V6         | 140/190               | 241                   | 8.6                      | 未導入            |
| E320CDI R6         | 150/204               | 240                   | 7.7                      | 未導入            |
| E320CDI V6         | 165/224               | 250（リミッター動作） | 6.8                      | 導入（2006年8月)  |
| E 400 CDI          | 191/260               | 250（リミッター動作） | 6.9                      | 未導入            |
| E420CDI            | 231/314               | 250（リミッター動作） | 6.1                      | 未導入            |
| E200NGT            | 120/163               | 230                   | 9.6                      | 未導入            |
| E200コンプレッサー | 120/163               | 230                   | 9.6                      | 未導入            |
| E200コンプレッサー | 135/184               | 230                   | 9.1                      | 未導入            |
| E 240              | 130/177               | 236                   | 8.9                      | 導入              |
| E 240 4MATIC       | 130/177               | 223                   | 10.6                     | 導入              |
| E 250              | 150/204               | -                     | -                        | 導入（2008年8月） |
| E 280              | 170/231               | 250（リミッター動作） | 7.3                      | 導入              |
| E 300              | 170/231               | 250（リミッター動作） | 7.3                      | 導入（2006年8月） |
| E 320              | 165/224               | 245                   | 7.7                      | 導入              |
| E 320 4MATIC       | 165/ 224              | 240                   | 8.4                      | 導入              |
| E 350              | 200/272               | 250（リミッター動作） | 6.9                      | 導入              |
| E 500              | 225/306               | 250（リミッター動作） | 6.0                      | 導入              |
| E 500 4Matic       | 225/306               | 250（リミッター動作） | 6.3                      | 導入              |
| E 550              | 285/388               | 250（リミッター動作） | 5.3                      | 導入              |
| E 55 AMG           | 350/476               | 250（リミッター動作） | 4.7                      | 導入              |
| E 63 AMG           | 378/514               | 250（リミッター動作） | 4.5                      | 導入（2006年8月） |

日本国内での正規代理店での発売モデルは、最高速度がスピードリミッターによりいずれも210km/hに制限されている。

## Eクラスエクスペリエンス パリ-北京
2006年、model2007の発売PRの一環として、Eクラスによるパリ-北京間13,600kmを走破するイベントが、メルセデス・ベンツとして99年ぶりに開催された。33台のE320 CDI、E320 CDI 4MATICにより約1か月間かけて行われ、シベリアの凍土から砂漠、100kmを超える直線など、多い日は1日700km以上を走破した。ドライバーには、パリ・ダカールラリーで1981年、1984年、1986年と総合優勝を果たしたルネ・メッジなども参加した。サポートカーとしてGクラスやスプリンター  (日本未導入) などが用いられている。その他、ドイツの石油販売会社であるARAL (アラール) とミシュランによるサポートが行われた。